# L'Andreana
L'Andreana è un romanzo dello scrittore italiano Marino Moretti scritto e pubblicato nel 1935 dall'editore Arnoldo Mondadori.

## Trama
L'Andreana, moglie del più noto pescivendolo del paese, è rimasta vedova con due figli: Anita e Fortunato.
Gli affari dell'Andreana vengono gestiti da Mondo che, su suggerimento di Mascia, una ballerina del paese, intende lanciare un'attività industriale con il "brodetto in scatola". L'Andreana è d'accordo e per rendere maggiormente vincolante il patto d'affari convince Anita, che da poco aveva ottenuto il diploma magistrale, a fidanzarsi con Evandro, professore di contrabbasso e figlio di Mondo. Ma Evandro, elemento poco raccomandabile, presto si allontana dal paese e Mondo, per rimediare ai torti del figlio, si sente in dovere di sposare Andreana.
Anita è infelice e prova un forte senso di ribellione nei confronti della famiglia. Intanto la ballerina Mascia, che è nata da una famiglia di pescatori molto poveri ed è quindi ostile alla categoria dei pescivendoli, riesce, durante il soggiorno dell'Andreana a Chioggia, a spingere Mondo, che nel frattempo ha visto fallire il suo progetto, tra le braccia di Filòdima e a recarsi a Genova per un convegno sulla pesca. Mondo ritorna da questa esperienza pieno di nuove iniziative e si mette a reclamizzare i suoi prodotti alla radio e compra una vecchia villa di lusso che chiama Villa Andreana. Ma intanto Anita si allea con Mascia e abbandona al suo destino Mondo.
L'Andreana intanto incontra a Chioggia la Ballarin, una povera donna conosciuta molti anni prima in ospedale al momento del parto, che nel frattempo è diventata ricca. Costei rivendica il diritto su Fortunato, forte e vigoroso, che sostiene essere suo figlio. Ella è certa che all'ospedale ci fu uno scambio tra Fortunato, che lei sostiene figlio suo, con Felice. L'Andreana dovrà quindi cedere alla donna Fortunato, che è pieno di salute, e tenere Felice, debole e ammalato di tisi.
Quando l'Andreana ritorna a casa scopre che la figlia Anita è fuggita e con amarezza scopre che Fortunato è ben lieto di essere capitato in una casa dove sarebbe stato erede di un ricco patrimonio e non ha per lei nessun rimpianto o gratitudine.
Mondo nel frattempo cerca consolazione in Filòdima, ma, durante una gita in automobile, ha un incidente dal quale esce completamente paralizzato. La villa viene venduta e l'Andreana, che non ha soldi per pagare i creditori, trova accoglienza presso alcuni pescatori che abitano in povere casupole sul canale.
Esce intanto dal sanatorio in cui era ricoverato Felice del quale la Ballarin non ha mai smesso di prendersi cura. Ma Felice muore, mentre le due "madri" si contendono, con amara solitudine, gli ultimi conforti e cure.
Ma di fronte a tutte queste avversità l'Andreana riuscirà con forza a reagire e, con i pochi soldi rimasti, riprenderà il mestiere di pescivendola dal quale era stata esclusa dimostrando quelle doti particolarmente femminili, secondo il punto di vista dell'autore, di pazienza, orgoglio e volontà.

## Filmografia
Dal romanzo è stato tratto, nel 1982, uno sceneggiato a puntate di Leonardo Cortese con Ilaria Occhini, Gastone Moschin, Ida Meda.